# Nebalia biarticulata
Nebalia biarticulata is een kreeftachtigensoort uit de familie van de Nebaliidae. De wetenschappelijke naam van de soort is voor het eerst geldig gepubliceerd in 1997 door Ledoyer.